# Ахмад Жассім
Ахмад Жассім Мохаммед (араб. احمد جاسم محمد; нар. 4 травня 1960) — іракський футболіст, виступав на позиції воротаря.

## Клубна кар'єра
Футбольну кар'єру розпочав у клубі «Аль-Завраа». Після цього захищав кольори «Аль-Рашиду», «Аль-Нафта» та «Ат-Талаби».

## Кар'єра в збірній
Вперше футболку національної збірної Іраку одягнув у 1985 році. У 1986 році був викликаний тренером Еварісто де Маседо для участі в Чемпіонаті світу 1986 року, де команда Іраку вилетіла за підсумками групового етапу. Проте на цьому турнірі став третім воротарем, після гравця «Аш-Шурти» Раада Хаммуді та ветерана «Аль-Джаїша» Фатаха Нсаїфа, через що став одним з чотирьох гравців іракської збірної, які не зіграли на турнірі жодного офіційного поєдинку. Був у заявці збірної Іраку на Олімпійські ігри 1988 року, але як і на Чемпіонаті світу, був третім воротарем команди й не зіграв на турнірі жодного офіційного поєдинку. У кваліфікації чемпіонату світу 1990 року зіграв 6 поєдинків.

## Титули і досягнення
- Переможець Кубка арабських націй: 1985, 1988
- Переможець Панарабських ігор: 1985